# Junkers Jumo 213
 (mars 2017).
Le Junkers Jumo 213 est un moteur d'avion allemand V12 à refroidissement liquide de la Seconde Guerre mondiale, développé par Junkers Motoren à partir de la précédente version, le Jumo 211. Ses concepteurs ajoutèrent deux fonctionnalités : un système de refroidissement sous pression qui exigeait beaucoup moins de liquide de refroidissement et permettait d'avoir un moteur plus petit et plus léger, et un certain nombre d'autres améliorations lui permettant de fonctionner à des régimes élevés. Ces changements permirent d'augmenter la puissance de plus de 500 ch.

## Conception et développement
Lorsque le Jumo 211 entra en production à la fin des années 1930, il utilisait un liquide sous pression pour son système de refroidissement basé sur un « cycle ouvert ». De l'eau était pompée à travers le moteur pour le refroidir, ce système fonctionnait à la pression atmosphérique, ou légèrement supérieure. Or le point d'ébullition de l'eau diminuant avec l'altitude (pression) cela signifiait que la température de l'eau de refroidissement devait être conservée assez basse pour éviter l'ébullition à haute altitude. Ce qui signifiait que l'eau refroidissait moins bien le moteur avant de partir dans le radiateur pour se refroidir.
En comparaison, le Daimler-Benz DB 601E de 1940 utilisait un système de refroidissement pressurisé qui maintenait la même pression quelle que soit l'altitude, relevant le point d'ébullition à environ 110 °C. Cela permettait d'utiliser beaucoup moins d'eau pour obtenir le même effet de refroidissement, qui restait stable à toutes les altitudes. Bien que similaire aux Jumo 210, le DB 601 était plus petit et plus léger que le 211, et pouvait être exploité avec une puissance plus importante et à des altitudes plus élevées, ce qui le rendit populaire dans la conception des chasseurs. Le 211 joua un rôle secondaire dans les bombardiers et les avions de transports.
La firme Junkers Motorenwerke n'étant pas satisfaite de cet état des choses commença à fournir plus d'efforts pour produire un système de refroidissement pressurisé dès 1938. Les expériences sur le 211 eurent un tel succès qu'il devint clair que non seulement le moteur devait être plus petit et plus léger (en réduisant les besoins en eau), mais pourrait être amené à une puissance plus élevée sans surchauffe. Des modifications supplémentaires pour renforcer le vilebrequin et l'ajout d'un compresseur pour augmenter la puissance aboutirent au modèle 211F, qui délivrait 1 322 ch (986 kW) à 2 600 tr/min, supérieur aux 1 000 ch à 2 200 tr/min de la première version 211A.

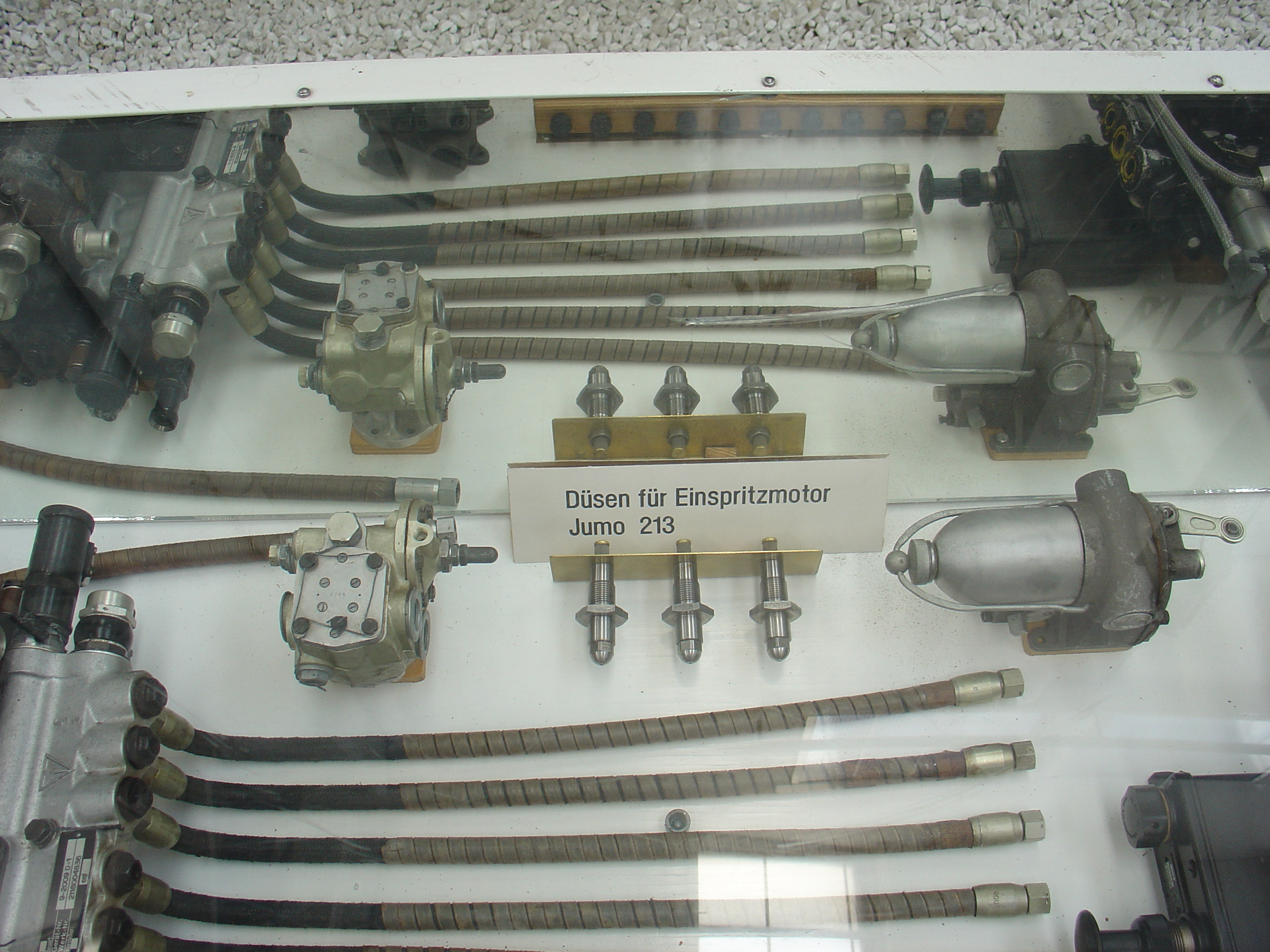
Système d'injection de carburant du Jumo 213 au Technikmuseum Speyer.

Mais ce n'était qu'un début. Après la refonte du bloc moteur pour obtenir des dimensions externes plus petites, grâce à l'amélioration du refroidissement, et avec les mêmes chiffres d'alésage et course (150 × 160 mm) qui maintenaient la cylindrée (35 litres) du Jumo 211 de série, le modèle 213A fut en mesure de délivrer 1 750 ch à 3 250 tr/min grâce à l'augmentation de la pression de suralimentation du compresseur. De ce fait, il était considérablement plus puissant que son concurrent le DB 601E (1 350 ch) et aussi puissant que l'imposant DB 603 de 44,52 litres de cylindrée. Junkers décida d'aller sur le marché du 603 en plaçant les points de montage et les raccordements de fluide des 213 aux mêmes emplacements que sur les 603, lui permettant d'être "standard" en remplacement, à l'exception de l'admission standard du compresseur Jumo placé à tribord (Daimler-Benz inversait ses moteurs V12 pour avoir toujours le compresseur sur bâbord).
Le 213A (série principale en production, avec un seul étage et deux vitesses de suralimentation) fonctionna pour la première fois en 1940, mais se heurta à de longs délais avant d'être finalement déclaré apte pour la production en 1943. La production elle-même fut extrêmement lente, afin d'éviter les retards dans celle des Jumo 211. Au moment où les moteurs furent disponibles en 1944, les bombardements alliés détruisirent à plusieurs reprises les lignes de production. La production du modèle 213A fut limitée à environ 400-500 exemplaires par mois, pour la plupart en 1944/45.
Des versions avancées furent également développées au cours de la longue période de tests. Le 213B fut conçu pour fonctionner avec un carburant « C3 » à octane 100, permettant une pression de suralimentation plus importante et portant la puissance de décollage à 2 000 ch. Le 213C, qui était essentiellement un modèle 213A avec un équipement secondaire réajusté (compresseur, pompe à huile, etc.) pour permettre à un canon automatique de tirer à travers l'arbre d'hélice. Le 213D reçut un nouveau compresseur à trois vitesses pour obtenir des courbes de puissance lissées et des performances en altitude améliorées, mais il n'entra jamais en production.

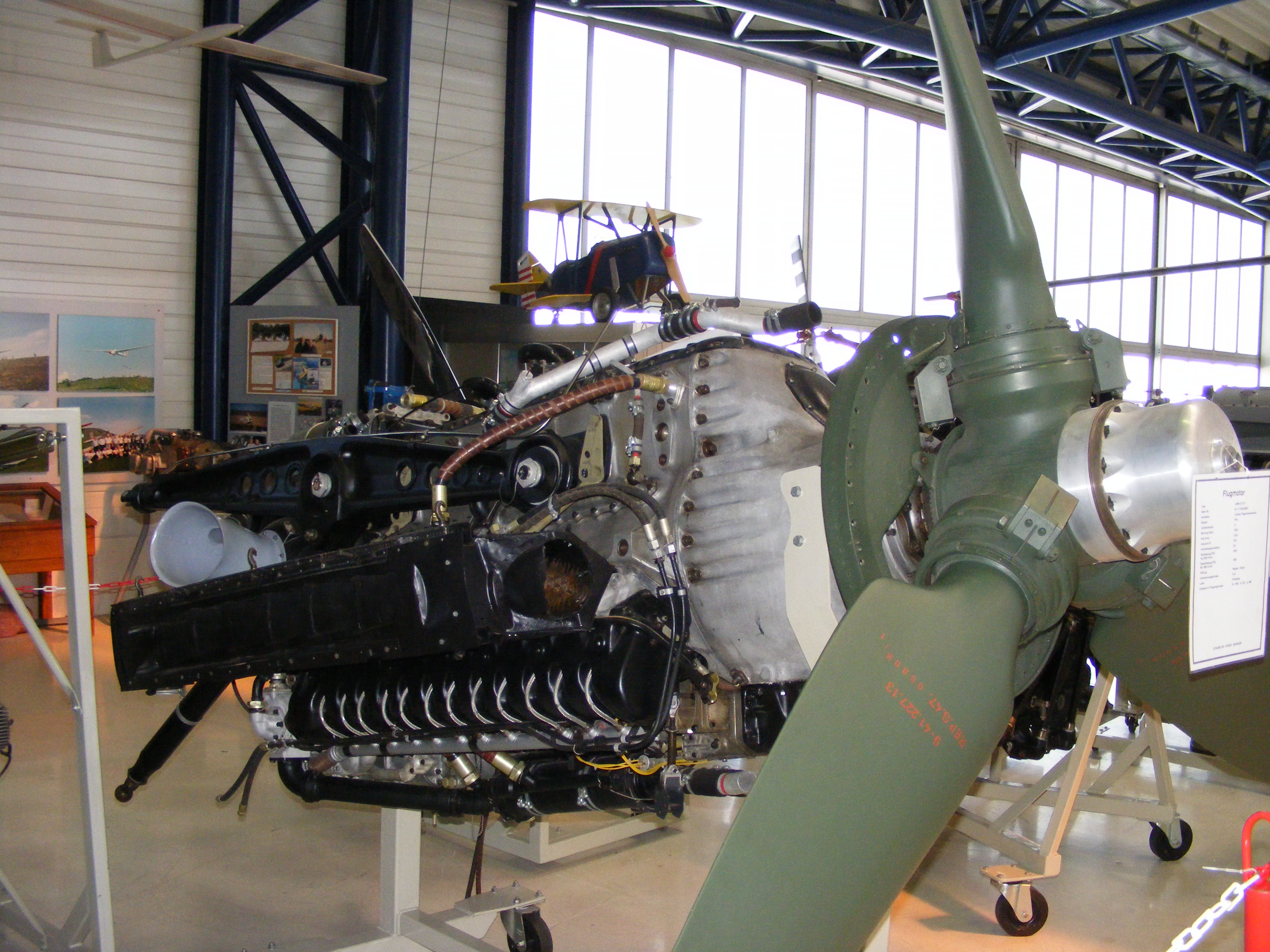
Junkers Jumo 213E-1 au Flugmuseum Aviaticum à Wiener Neustadt, Autriche.

Les versions de production suivantes furent les 213E et 213F. Ces moteurs étaient équipés d'un nouveau compresseur à deux vitesses et deux étages qui améliorait considérablement les performances en altitude. La seule différence entre les deux modèles était que le modèle E recevait un intercooler pour de meilleures performances en haute altitude, tandis que le modèle F n'en était pas équipé mais optimisé pour les basses altitudes. Les modèles E et F étaient très demandés pour de nombreux avions à la fin de la guerre, y compris pour les Junkers Ju 188 et Ju 388, le modèle Langnasen-Dora du Focke-Wulf Fw 190D et le Focke-Wulf Ta 152H. Ces avions utilisaient des radiateurs annulaires caractéristiques des avions bimoteurs équipés de Jumo 211. 
Souvent normalisés sous le nom de Kraftei, (« power-egg »), ces unités de construction ou de remplacement comprenaient tout un groupe motopropulseur (incluant le moteur réglé et tous ses accessoires) prêt à être boulonné et raccordé en quelques heures sur l'avion receveur. Ces modules de propulsion standardisés pour bimoteurs ou multi-moteurs avaient évolué (tout comme le Jumo 211) pour s'adapter à des avions de conception plus ancienne mais avec des radiateurs annulaires reconfigurés pour un meilleur refroidissement du plus puissant Jumo 213.
Une mise à jour majeure, le 213J, fut projetée et remplaçait l'ancien modèle trois soupapes avec de nouvelles culasses à quatre soupapes par cylindre conçues pour augmenter l'efficacité volumétrique. Cette version reçut également un compresseur à deux étages et trois-vitesses, produisant 2 350 ch à 3 700 tr/min au décollage pour un poids de 1 055 kg. Cette version n'entra jamais en production. Ce fut également le cas pour d'autres modèles expérimentaux comme le 213S (utilisations à basses altitudes) et le 213T turbocompressé.
La poursuite du développement du Jumo 213 fut réalisée à l'Arsenal de l'aéronautique, en France, après la Seconde Guerre mondiale.

## Variantes

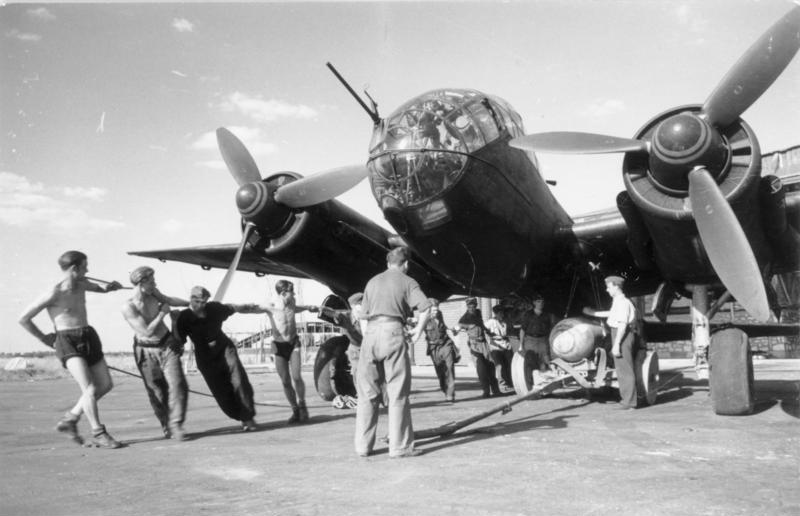
Ju 188 motorisé par deux Jumo 213, avec reconfiguration des radiateurs annulaires.

- 213A : première version de 1 750 ch (2 100 ch avec système MW50 au décollage), version la plus produite
  - 213A-1 : équipé d'un compresseur à deux étages
  - 213AG-1 : prototype basé sur la version A-1 avec compresseur à un étage
- 213B : projet basé sur 213A avec carburant C3 (octane 100). Puissance jusqu'à 2 000 ch au décollage
- 213C : basé sur la version 213A, mais équipé pour le montage d'un canon automatique tirant au travers de l'axe de l'hélice. Production limitée
- 213D : prototype basé sur la version 213C avec nouveau compresseur trois-vitesse. Pas de production
- 213E : version haute altitude équipée d'un compresseur trois-vitesse deux étages et échangeur d'air. Puissance 1 750 ch au décollage (2 050 ch avec MW 50)
  - 213E-0 : prototype haute altitude basé sur la version 213A-1, carburant C3 et équipé d'un compresseur à deux étages et deux vitesses avec intercooler
  - 213E-1 : version de série basée sur le 213E-0, mais avec carburant B4 avec taux octane 84
- 213F : semblable au 213E mais sans intercooler
- 213J : prototype avec alimentation à 4 soupapes par cylindre
- 213S : prototype optimisé pour les vols basse altitude
- 213T : prototype équipé d'un turbocompresseur
- Arsenal 12H : Développement après-guerre en France des Junkers Jumo 213 à l'Arsenal de l'aéronautique.
- Arsenal 12H-Tandem : 2 x 12H, moteurs en tandem propulsant des hélices coaxiales
- Arsenal 12K : Poursuite du développement du 12H
- Arsenal 24H : Moteur 24 cylindres en H-24 utilisant deux blocs moteurs 12H, vilebrequin et pistons montés sur un nouveau carter moteur entraînant une seule hélice
- Arsenal 24H-Tandem : 2 x 24H, moteurs en tandem propulsant des hélices coaxiales.

## Utilisations
- Heinkel He 111
- Junkers Ju 88
- Junkers Ju 188
- Junkers Ju 388
- Focke-Wulf Fw 190D
- Focke-Wulf Ta 152
- Focke-Wulf Ta 154
- Messerschmitt Me 209-II
- Nord Noroit

## Spécifications (Jumo 213E)

### Caractéristiques générales
- Type : Moteur d'aviation 12 cylindres inversés compressé à refroidissement liquide
- Alésage : 150 mm (5,906 in)
- Course : 165 mm (6,496 in)
- Cylindrée : 35 litres (2,135.2 in³)
- Longueur : 2,266 mm (89,2 in)
- Poids à vide : 940 kg (2,072 lb)

### Composants
- Soupapes : Trois par cylindre
- Suralimentation : Compresseur centrifuge à deux étages et deux vitesses avec injection MW50 dans l'admission et post-refroidisseur
- Système de refroidissement : Eau sous pression jusqu'à 120 °C

### Performances
- Puissances de sortie
  - 1750 ch (1 287 kW) à 3250 tr/min pour le décollage ; Altitude nominale 9 600 m (31 500 pieds)
  - 2050 ch (1 508 kW) pour le décollage avec injection MW50

- Puissance spécifique : 50 ch/l (36,8 kW/l)
- Rapport de compression : 6,5: 1 (essence B4, octane 87)
- Rapport puissance/poids : 1,37 kW/kg (0,83 cv/lb)